# 1775 au théâtre
| Années du théâtre : 1772 - 1773 - 1774 - 1775 - 1776 - 1777 - 1778    |
| Décennies du théâtre : 1740 - 1750 - 1760 - 1770 - 1780 - 1790 - 1800 |

## Pièces de théâtre publiées
- Voltaire, Don Pedre roi de Castille, tragédie. Nouvelle édition, purgée des fautes qui se trouvent dans les précédentes, Londres, 78 p. (fausse adresse ; vraisemblablement imprimé en Belgique).

## Pièces de théâtre représentées
- 17 janvier : Les Rivaux comédie de Richard Brinsley Sheridan, Londres, Théâtre de Covent Garden.
- 17 février : Braganza (en), tragédie de Robert Jephson, Londres, théâtre royal de Drury Lane.
- 23 février : Le Barbier de Séville, comédie de Beaumarchais, Paris, Comédie-Française.
- 18 mars : Bon ton (en), comédie de David Garrick, Londres, théâtre royal de Drury Lane.
- 16 juin : succès d’Antonio e Cleopatra, tragédie de Vittorio Alfieri jouée à Turin.

## Naissances
- 30 juin : Carl Meisl, dramaturge autrichien, mort le 8 octobre 1853.
- 2 juillet : Jean-Bernard Brissebarre dit Joanny, acteur français, sociétaire de la Comédie-Française, mort le 6 janvier 1849.
- 30 juillet : Emmanuel Dupaty, auteur dramatique français, mort le 29 juillet 1851.
- 1er octobre : Claude-Frédéric-Henri Mazoyer, dramaturge français, mort le 9 janvier 1841.
- 5 octobre : Francisco Covarrubias, acteur et dramaturge cubain, considéré comme le « père du théâtre national cubain », mort le 22 juin 1850.
- 18 octobre : Martial Aubertin, acteur et dramaturge français, mort le 4 novembre 1824.
- 15 novembre : Alberto Nota, dramaturge italien, mort le 18 avril 1847.
- Vers 1775 :
  - Paul Gentilhomme, dramaturge français, mort le 26 mars 1826.
- Date précise inconnue ou non renseignée :
  - Bandō Mitsugorō III, acteur japonais du genre théâtral kabuki, mort le 27 décembre 1831.

## Décès
- 16 février : Jean-Baptiste Vivien de Châteaubrun, auteur dramatique français, né en 1686.
- 18 août : Christine-Georgette-Charlotte Sirot, dite Mademoiselle Lekain, actrice française, sociétaire de la Comédie-Française, née vers 1734.
- 1er novembre : Pierre-Joseph Bernard, dit Gentil-Bernard, poète, goguettier et dramaturge français, né le 26 août 1708.